# Bammental
Bammental é um município da Alemanha localizado no distrito de Rhein-Neckar-Kreis, região administrativa de Karlsruhe, estado da Baden-Württemberg.
|  |

## Demografia
Evolução da população:
| Anos       | 1439 | 1577 | 1777 | 1834 | 1905  | 1939  | 1965  | 1982  | 2002  |
| ---------- | ---- | ---- | ---- | ---- | ----- | ----- | ----- | ----- | ----- |
| Populações | 255  | 285  | 501  | 903  | 1.741 | 2.041 | 4.207 | 5.560 | 6.585 |